# تاکوو
تاکوو (به صربی: Takovo) یک روستا در صربستان است که در گورنیی میلانوواس واقع شده‌است.
 تاکوو ۱۱٫۵۳ کیلومتر مربع مساحت و ۴۵۸ نفر جمعیت دارد و ۴۷۲ متر بالاتر از سطح دریا واقع شده‌است.